# 크로노베리주

크로노베리 주의 문장

크로노베리 주의 위치

크로노베리주(스웨덴어: Kronobergs län)는 스웨덴 남부에 위치한 주로 주도는 벡셰이며 면적은 8,458km2, 인구는 183,988명(2011년 기준)이다. 남서쪽으로는 스코네주, 서쪽으로는 할란드주, 북쪽으로는 옌셰핑주, 동쪽으로는 칼마르주, 남동쪽으로는 블레킹에주와 접한다.

## 자치시

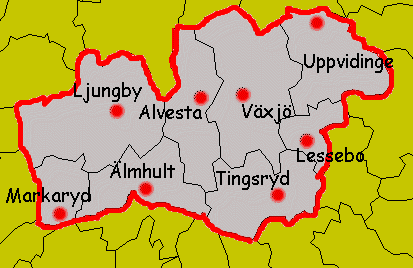
크로노베리 주의 자치시

크로노베리주는 8개 자치시로 구성되어 있다.
- 알베스타시 (Alvesta)
- 레세보시 (Lessebo)
- 융뷔시 (Ljungby)
- 마르카뤼드시 (Markaryd)
- 팅스뤼드시 (Tingsryd)
- 웁비딩에시 (Uppvidinge)
- 벡셰시 (Växjö)
- 엘름훌트시 (Älmhult)